# Anton Alexander (Schauspieler)
Anton Alexander (geboren 1960 in London) ist ein britischer Schauspieler, welcher seit Ende der 1980er in Rom lebt.

## Leben
Alexander wurde 1960 als Sohn griechisch-zypriotischer Eltern in London geboren und machte 1983 seinen Abschluss an der Bristol Old Vic Theatre School. Seit Mitte der 1980er Jahre tritt er als Schauspieler in Film und Fernsehen in Erscheinung, sein Schaffen umfasst zwei Dutzend Produktionen. Im Jahr 2013 wurde er bei den NYLA International Film Awards mit dem Preis für den besten Hauptdarsteller in The Novel ausgezeichnet. 

## Filmografie (Auswahl)
- 1985: König David (King David)
- 1985: Sherlock Holmes (Fernsehserie, 1 Folge)
- 1990: EastEnders (Fernsehserie, 1 Folge)
- 1994: DellaMorte DellAmore
- 1995: Die Bibel – Josef (Joseph)
- 1999: Der große Bagarozy
- 2003: Enzo Ferrari (Fernsehfilm)
- 2011: The Novel (Kurzfilm)
- 2013: The Best Offer – Das höchste Gebot (La migliore offerta)
- 2014: Exodus: Götter und Könige (Exodus: Gods and Kings)
- 2017: Taboo (Fernsehserie, 1 Folge)
- 2020: Devils (Diavoli, Fernsehserie, 1 Folge)
- 2021: Leonardo (Fernsehserie, 2 Folge)
- 2022: Rosalinde (Rosaline)
- 2024: Das erste Omen (The First Omen)